# Galaxia Pitică din Dragonul
Galaxia Pitică din Dragonul sau  DDO 208 este o galaxie pitică sferoidală situată la circa 260.000 de ani-lumină, în constelația Dragonul.Este o galaxie satelit al Căii Lactee, descoperită în 1954 de Albert George Wilson de la Observatorul Lowell cu ajutorul plăcilor fotografice de la Palomar Observatory Sky Survey (POSS).
Ținând cont de magnitudinea sa absolută și de luminozitate, este vorba de unul din companionii cei mai puțin vizibili ai Galaxiei Noastre. Studii recente au indicat că această galaxie ar putea să conțină mari cantități de materie întunecată.

## Caracteristici
Galaxia se găsește la aproximativ 80 ± 10 kiloparseci (kpc) de Terra și se întinde pe o distanță de 830 ± 100 pe 570 ± 70 parseci (pc). Analizând distribuția stelelor în 1964, Paul W. Hodge a conchis că elipticitatea Galaxiei Pitice din Dragonul era de 0,29±0,04.
Galaxia Pitică din Dragonul conține stele de tip gigantă roșie. Cinci stele de carbon în galaxie și probabil patru gigante asimptotice au fost și ele detectate.
În 1961 Walter Baade și Henrietta Hill Swope au studiat galaxia pitică și au descoperit peste 260 de stele variabile în centrul său. Toate aceste stele, cu excepția a cinci dintre ele, au fost clasate ca fiind variabile de tip RR Lyrae.
Galaxia Pitică din Dragonul conție îndeosebi o o veche populație stelară și o cantitate neglijabilă de materie interstelară. Între 75 % și 90 % din stelele galaxiei au fost formate în urmă cu peste 10 miliarde de ani. După o rată scăzută de formare, a avut loc o creștere a numărului de stele care s-au format în urmă cu circa 2 până la 3 miliarde de ani.

## Materia întunecată
Recent, galaxiile sferoidale au devenit obiecte cheie pentru studiul materiei întunecate. Galaxia Pitică din Dragonul este una dintre cele care s-au bucurat de o atenție specială. Calculele au scos în evidență o mare dispersie  a velocității interne dând un raport al masei prin luminozitate de mai mult de 440 M☉/L☉, sugerând mari cantități de materie întunecată. Marea dispersie a velocității ar putea fi explicată prin fenomenul cunoscut al galaxiilor pitice care suferă un efect mareic (curenți stelari nelegați virtual de galaxii pitice perturbate prin efect mareic al Căii Lactee). Totuși, slaba lărgime de 570 de parseci nu suportă această ipoteză. Aceasta face din materia întunecată un foarte bun candidat la fenomenul de dispersie și, prin urmare, din Galaxia Pitică din Dragonul obiectul cu cea mai mare concentrație de materie întunecată cunoscut (2007).

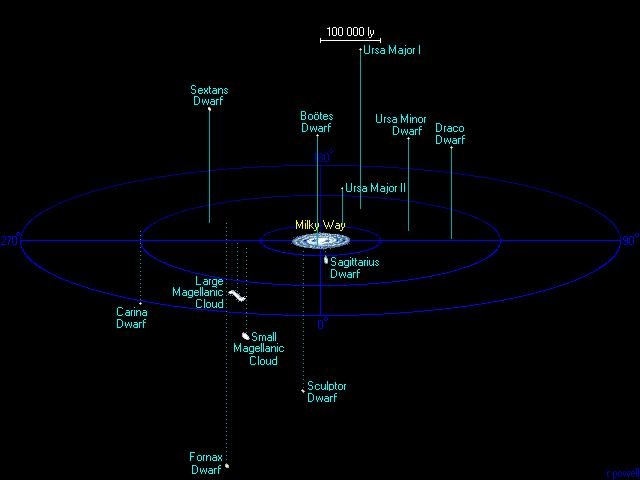
Galaxiile satelit ale galaxiei noastre, Calea Lactee.